# Root Fire
Root Fire è il primo album in studio del gruppo rock canadese Bedouin Soundclash, pubblicato nel 2001.

## Tracce
1. Rodigan State Address – 0:52
2. Rebel Rouser – 6:44
3. Dub in the Kalamegdan – 4:06
4. Johnny Go to New York – 5:08
5. Back to the Matter – 2:34
6. Eloween Deowen – 6:12
7. Santa Monica – 4:20
8. Mandrake Root – 3:49
9. Natural Right (Rude Bwoy) – 2:57
10. National Water – 4:04

## Formazione
- Jay Malinowski - voce, chitarra
- Eon Sinclair - basso
- Brett Dunlop - percussioni
- Pat Pengelly - batteria
- Rob Bailey - bongo, maracas